# ロウムズ・ミル
ロウムズ・ミル（英: Lombe's Mill）はイングランドで初めて運営に成功した製糸工場。この工場はダービーのダーウェント川の中洲に建てられた。ジョン・ロウムは1717年にピエモンテを訪れ、イタリアのフィラトヨ (filatoio) およびトルチトヨ (torcitoio) という製糸機械の設計を写し取り、数人のイタリア人職人を伴ってイギリスへ戻り、この工場を建てた。建物はジョージ・ソロコールドが設計した。

## 立地
ロウムズ・ミルは、トーマス・コチェットが1704年にダービーのダーウェント川西岸に建てた工場の隣に建設された。この地点には川をせき止めるダムが作られており、工場は中洲の下流側に建てられた。その中洲は 3 つの穀物工場の水車の放水路と川を隔てるような位置にあった。ダーウェント川は流れが速く、かつロンドンとカーライルを結ぶ道路（現在のA6ロード）がここで川と交叉していたため、ダービーは要地だった。

## 歴史
この工場は、イングランドで初めて成功した製糸工場という点で重要であり、おそらくは世界初の完全機械化された工場である。1704年にトーマス・コチェットがダービーに建てた初めての工場は失敗していたため、ジョン・ロウムは1716年にピエモントの成功した製糸工場を訪れた。これは産業スパイの初期の一例である。彼はそこで学んだ知識とイタリア人の一団を伴ってダービーへ戻った。彼の異母（あるいは異父）兄のトーマス・ロウム（1685年生）は、ジョージ・ソロコールドに工場の設計を依頼し、それに新しい機械が納まるようにした。この工場はコチェットの工場の南に建てられた。トーマス・ロウムは、彼が使う製糸機の設計を保護する14年間の特許を得た。サルデーニャ王はこの挑戦に不快感を示し、機械に適した生糸の輸出を停止した。6年後の1722年にジョン・ロウムが不審死したのは、彼の指図ではないかと言われている。事業は兄のトーマス・ロウムが引き継いだ。特許が1732年に失効すると、ストックポートとマックルズフィールドに別の工場が建てられた。1739年以前に、自動化されたイタリア式工場の北に、自動化されていない合撚糸工場が建てられた。ロウムズ・ミルは1739年にトーマス・ウィルソンへ売却され、この時の目録は現在も残っている。

## イタリア式工場
工場の当初の部分は僅かしか残っていない。文献によると、工場は長方形の5階建てとして計画された。高さ 17 メートル、長さ 33.5 メートル、幅 12 メートルである。屋根には僅かに傾斜がつけられた。フランドル積みのレンガ造りであり、ダーウェント川の流れを妨げないよう渡された石造りの連続アーチ橋上に建てられた。合撚糸機は2フロア分の高さで、1階の床に深々と固定された。繰返し機は上3フロアに設置された。全ての機械は、ソロコールドが屋外に作った下射式の水車から動力を得た。この水車は直径7メートル、幅2メートルあった。その心軸は1階の軸穴を通じて建物内へ入り、0.45 メートル四方の垂直シャフトを動かした。これがさらに建物の幅いっぱいに伸びた水平なラインシャフトを動かした。トルチトヨとフィラトヨはこの軸から動力を得た。垂直シャフトは上 3 フロアまで届き、繰返し機を動かした。絹を取り回すため工場は暖める必要があり、この事については1718年の特許で説明されている。1732年の記録によると、この工場では暖房を巡らせるため 5 基の蒸気エンジンが使われていた。階段の柱は 19.5 メートルの高さだったが、その配置は不明である。フロア間でどのように荷の上げ下げを行なっていたかについても記録がない。

## 合撚糸工場
建物の主要部分は 3 階の高さで、長さ 42.4 メートル、幅 5.5 メートルである。各フロアは合撚糸工程で使われ、306台の合撚糸機があった。

## 製糸の工程
絹 (silk) は様々な種の蚕が天然に産生する繊維である。1700年の時点で好まれたのは Bombyx mori（いわゆるカイコ）が作る絹で、本来はその幼虫が閉じた繭を作るために使うものである。これらの幼虫はイタリア産の桑の葉の上で飼われる。カイコが作る絹の繊維は、幅 5-10μm で角が丸い三角形の横断面を持つ。この繊維はフィブロインという蛋白質からなり、セリシンというゴム状の蛋白質によって繭に固められる。繭は採取されたあと、繰湯をくぐらせることによってゴムが溶かされ、一本の糸として綛（かせ）に巻き取られる。綛はまとめて梱包され、工場に運ばれた後で大まかに次のような工程を経る。
1. ソーキング (soaking) - 綛を水に漬ける。
2. 繰返し (winding) - 綛を乾かして生糸を引き出しながらボビン（筒型の糸巻）へ巻き取る。
3. 引揃、合糸 (doubling) - ボビンから引き出した糸を揃えて並べる。
4. 加撚、撚糸 (twisting) - それらを一束にまとめ、撚りを加えて一本の絹糸にする。

撚糸工程を指してスローイング (throwing) と呼ぶこともあるが、話し言葉ではソーキング以降の工程全体を指して広義にスローイングと呼ぶこともある。絹糸は撚りの強さに応じて 3 種類に分けられる。緯糸（横糸）に適した「ノー・ツイスト」（撚り無し）、取り回しし易いよう僅かに撚りをつけた「トラム」、さらに撚りを強くし経糸（縦糸）に適した「オルガンジン」の 3 つである。
1700年時点では、イタリア人の撚糸工（よりいとこう）はヨーロッパで最も熟練した技術を持ち、また繰返し工程に使うフィラトヨ、合撚糸工程に使うトルチトヨという 2 種類の機械を開発した。1487年に描かれた、人力の回転式繰返し機の絵には 32 本のつむ（紡錘）がつけられている。外部からの動力で動かしたフィラトヨの最初の記録は13世紀から見られ、最も古い絵としては1500年頃のものがある。 フィラトヨとトルチトヨには、中心軸に沿って交互に回転する円形の枠が組み込まれていた。その互いの回転速度によって、撚りの強さが決まった。絹は温度と湿度が高くなければ、これらの工程で上手く取り回せない。イタリアでは日光が温度を上昇させたが、ダービーでは工場に暖房を用意し、その熱をまんべんなく送る必要があった。

## 工場の現在

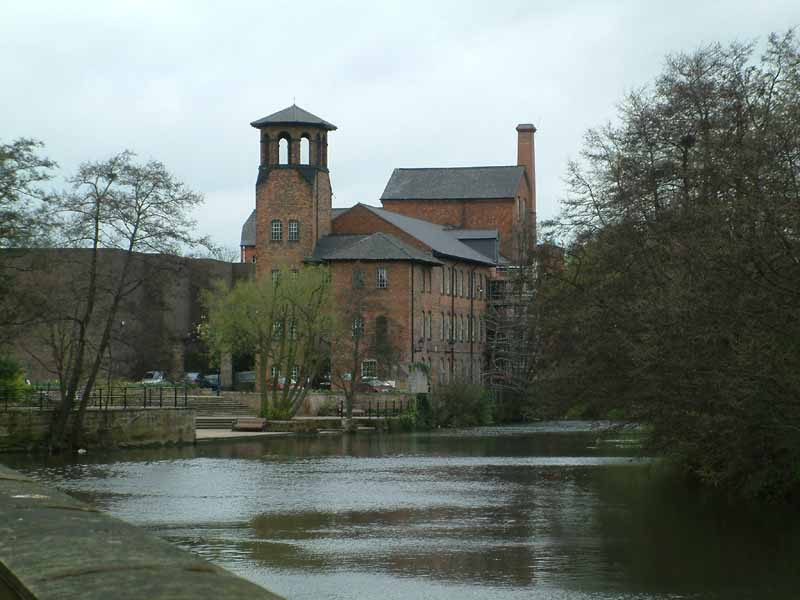
ロウムズ・ミルの基礎上に建てられたダービー産業博物館。

工場は幾度も人手に渡り、また幾度も改築されたが、姿を変えながらも現存し、ダービー産業博物館として修復されている。エクセター橋の近くでは、ジョン・ロウムのレリーフ彫刻を見ることができるだろう。